# Kułan azjatycki
Kułan azjatycki, kułan, dżigitaj, onager, osioł azjatycki (Equus hemionus) – gatunek ssaka kopytnego z rodziny koniowatych (Equuidae), występujący w Azji; według IUCN jest gatunkiem bliskim zagrożenia wyginięciem.

## Taksonomia
Gatunek po raz pierwszy zgodnie z zasadami nazewnictwa binominalnego opisał w 1775 roku niemiecki przyrodnik Peter Simon Pallas, nadając mu nazwę Equus hemionus. Holotyp pochodził z południowej części dawnego obwodu czytyjskiego (50°00′00″N 115°00′00″E/50,000000 115,000000) w Kraju Zabajkalskim, w północno-wschodniej części granicy Mongolii z Rosją (w oryg. łac. ad Lacum Tarei Dauuriae).
Takson luteus jest prawdopodobnie synonimem podgatunku nominatywnego hemionus. Autorzy Illustrated Checklist of the Mammals of the World rozpoznają pięć podgatunków (4 żyjące i 1 wymarły). Podstawowe dane taksonomiczne (oprócz podgatunku nominatywnego) przedstawia poniższa tabela:
|                | Oryginalna nazwa      | Autor i rok opisu               | Zdjęcie | Miejsce typowe                                                            |
| -------------- | --------------------- | ------------------------------- | ------- | ------------------------------------------------------------------------- |
| E. h. hemippus | Equus hemippus        | I. Geoffroy Saint-Hilaire, 1855 |         | Syria                                                                     |
| E. h. khur     | Equus khur            | Lesson, 1827                    |         | Mały Rann, Kaććh, Indie                                                   |
| E. h. kulan    | Asinus hemionus kulan | Groves & Mazák, 1967            |         | rezerwat Bathyz, Turkmenistan (35°49′48″N 61°40′12″E/35,830000 61,670000) |
| E. h. onager   | Equus Onager          | Boddaert, 1785                  |         | Kazwin, północno-zachodni Iran, w pobliżu Morza Kaspijskiego              |

Układ taksonomiczny koniowatych jest jednak dość skomplikowany, a współczesne analizy (zwłaszcza oparte na danych genetycznych) mogą w przyszłości doprowadzić do zmian taksonomicznych.
Analizy genetyczne próbek archeologicznych, historycznych i współczesnych przeprowadzone w XXI wieku rzeczywiście sugerują, że istnieje tylko jeden gatunek kułana azjatyckiego (przypisuje współczesne E. hemionus i E. kiang oraz wymarłego w holocenie E. hydruntinus do tego samego gatunku), który dzieli się raczej na regionalne subpopulacje niż podgatunki. Analiza porównawcza współczesnych próbek E. hemionus z Iranu (E. h. onager) i Chińskiej Republiki Ludowej (E. h. hemionus) oraz E. kiang również nie potwierdziła monofiletyczności.

### Etymologia
- Equus: łac. equus, equi „koń, rumak”[27].
- hemionus: gr. ἡμιονος „hēmionos” „muł, dziki osioł”[28], od ἡμι- hēmi- „pół-, mały”, od ἡμισυς hēmisus „połowa”[28]; ονος onos „osioł”[29].
- hemippus: gr. ἡμι- hēmi- „pół-, mały”, od ἡμισυς hēmisus „połowa”[28]; ἱππος hippos „koń”[30].
- khur: perska nazwa khur dla kułana[6].
- kulan: turkmeńska nazwa kulan dla kułana[18].
- onager: łac. onagrus „dziki osioł”, od gr. οναγρος onagros „dziki osioł”, od ονος onos „osioł”; αγριος agrios „dziki”[31].

## Zasięg występowania
Kułan azjatycki występuje w rozproszonych populacjach we zachodniej, południowej i środkowej Azji, zamieszkując w zależności od podgatunku:
- E. hemionus hemionus – kułan mongolski – południowa Mongolia z zasięgiem rozciągającym się na północną Chińską Republikę Ludową.
- E. hemionus hemippus – kułan syryjski – Syria i Półwysep Arabski; podgatunek wymarły od 1927 roku.
- E. hemionus khur – kułan indyjski – Mały Rann, Gudźarat, Indie.
- E. hemionus kulan – kułan turkmeński – Kazachstan i Turkmenistan (obszar Bathyzu).
- E. hemionus onager – kułan perski – Iran (rezerwaty Turan i Bahram-e-Goor), Izrael (pustynia Negew) i Arabia Saudyjska (At-Ta’if).

## Morfologia
Długość ciała (bez ogona) 200–250 cm, długość ogona 30–49 cm, wysokość w kłębie 126–130 cm; masa ciała 200–260 kg. Samce są nieco większe niż samice. U kułanów azjatyckich futro latem jest koloru czerwonawobrązowego, które w zależności od podgatunku zimą staje się bladobrązowe, piaskowe lub nawet szare. Boki ciała i brzuch są białe, a niektóre podgatunki mają ciemnobrązowy pasek biegnący wzdłuż grzbietu. Grzywa jest czarna, wyprostowana i składa się z krótkich, szczeciniastych włosów. Ogon jest krótki, z kępką długich włosów na końcu. Nogi są krótkie i cienkie w porównaniu z innymi gatunkami koniowatych. Kopyta są szersze i bardziej zaokrąglone niż kopyta osła nubijskiego (E. africanus) i są najbardziej podobne do końskich ze wszystkich osłów. Podgatunki różnią się między sobą morfologią czaszki. Formy z Zabajkalu i Mongolii mają węższe grzebienie nadoczodołowe niż formy z Iranu i Indii.

## Ekologia

### Tryb życia
Kułany azjatyckie zamieszkują suche siedliska z ograniczonymi opadami. Wiele z podgatunków żyje na płaskich półpustyniach z wyjątkowo gorącymi dniami i chłodnymi nocami. Główna aktywność przypada o świcie i zmierzchu, kiedy temperatury są niższe. Chociaż większość wody pozyskują z pożywienia, prawie zawsze można je zobaczyć w promieniu 30 km od źródeł wody. W szczególności samice w okresie laktacji muszą często pić; przynajmniej raz dziennie.
Zakres i zachowanie społeczne kułanów azjatyckich są bardzo zmienne. Wiele populacji wykazuje ruchy sezonowe. W Izraelu samce kułanów azjatyckich wracają każdej wiosny do obszarów, na których odbywa się rozród, na kilka tygodni przed samicami, zazwyczaj po to, by zająć terytoria zajmowane przez nich w poprzednim roku. Terytoria dominujących samców są na ogół rozmieszczone wokół punktów wodnych. Samce niezdolne do obrony terytoriów tworzą grupy kawalerskie składające się wyłącznie z samców lub pozostają na zimowych pastwiskach. Samice łączą się w grupy na terenach rozrodczych, ale takie grupy są płynne. W populacjach, w których występuje wiele terytorialnych samców, niektóre samice często przemieszczają się między terytoriami, co sugeruje, że część z nich przemieszcza się w poszukiwaniu okazji do odbycia godów, a także w poszukiwaniu kluczowych dla nich zasobów; inne samice, zwłaszcza te z młodymi źrebiętami, pozostają na terytorium jednego samca. Niektóre podgatunki, takie jak kułan indyjski z Indii, wykazują te same typy zachowań społecznych, co kułany perskie z Izraela, ale przedstawiciele obu płci pozostają na jednym obszarze przez cały rok. Inne podgatunki, takie jak kułan turkmeński z Gobi, wykazują zachowania społeczne bardziej podobne do tych występujących u konia, w których samice i ich potomstwo żyją w zamkniętych grupach i przemieszczają do i od zbiorników wodnych z jednym samcem. Samce z populacji gobijskiej aktywnie gromadzą samice, jeśli te odejdą zbyt daleko, czego nie obserwuje się u kułanów indyjskich z Małego Rannu. Samce kułanów turkmeńskich z Gobi bronią również samic i ich młodych przed drapieżnikami, co sugeruje, że pewne międzygatunkowe różnice w organizacji społecznej są związane z zagrożeniem ze strony drapieżników. Kułan azjatycki może osiągnąć prędkość do 70 km/h.

### Pożywienie
Gdy trawy jest pod dostatkiem, kułany azjatyckie żywią się głównie trawą. W porze suchej lub w najbardziej suchych siedliskach przestawią się na zgryzanie, a nawet zjadanie zdrewniałych części roślin. Żywią się również strąkami nasiennymi i używają swoich kopyt do rozbijania zdrewniałego materiału, aby dotrzeć do soczystych roślin zielonych. W Mongolii kułany zimą często żywią się śniegiem jako zamiennikiem wody pitnej i znane są z kopania dołów o głębokości 60 cm, aby dotrzeć do wody latem.

### Rozród
Ciąża u kułanów azjatyckich trwa jedenaście miesięcy, a rozród jest wysoce sezonowy. Szczyt urodzeń przypada na kwiecień i wrzesień, w zależności od podgatunku i miejsca występowania. W obrębie jednej populacji narodziny następują w ciągu 2-3 miesięcy. Samice osiągają dojrzałość płciową w wieku trzech lat i rodzą tylko jedno źrebię naraz. Źrebięta na ogół pozostają z matkami przez dwa lata.

## Interakcje z innymi gatunkami
Szczątki kułana sprzed 11 tys. lat zostały odnalezione w Göbekli Tepe – megalitycznym sanktuarium z wczesnego neolitu w południowo-wschodniej Turcji, niedaleko granicy z Syrią. W starożytnej Syrii w wyniku krzyżowania osła domowego z samcem kułana hodowano rumaki – kunga, które były bezpłodne. Sumerowie wykorzystywali hybrydy, łącząc cechy dwojga rodziców, by uzyskać potomstwo silniejsze i szybsze niż osły (i znacznie szybsze niż konie), ale bardziej kontrolowane niż kułany. Małe wierzchowce wykorzystywano w bitwie, przy czterokołowych wozach bojowych, co przedstawia mozaika Sztandaru z Ur sprzed 4500 lat.

## Zagrożenia i ochrona
W Czerwonej księdze gatunków zagrożonych Międzynarodowej Unii Ochrony Przyrody i Jej Zasobów został zaliczony do kategorii NT (ang. Near Threatened „bliski zagrożenia”). Status zagrożenia w zależności od podgatunku przedstawia poniższa tabela:
| Nazwa łacińska | Status IUCN |
| -------------- | ----------- |
| E. h. hemionus | NT          |
| E. h. hemippus | EX          |
| E. h. khur     | NT          |
| E. h. kulan    | EN          |
| E. h. onager   | EN          |

Największa populacja kułanów azjatyckich na świecie znajduje się obecnie w południowej Mongolii i stanowi prawie 75% światowej populacji. Globalna populacja dorosłych kułanów azjatyckich spadła w ciągu ostatnich kilkunastu lat o 52%, obecnie szacuje się ja na około 8500 osobników. Kułanowi perskiemu zagraża kłusownictwo, nadmierny wypas i konkurencja z żywym inwentarzem przy zbiornikach wodnych. Usuwanie krzewów również powoduje niszczenie ich siedlisk. Kułanom indyjskim zagraża konkurencja z żywym inwentarzem, a także inne rodzaje działalności gospodarczej, takie jak wydobycie soli i budowa kanałów. Kułan turkmeński doświadczył gwałtownego spadku populacji z powodu zwiększonego popytu na mięso dzikich zwierząt (ang. bushmeat). Rośnie zagrożenie ze strony pasterzy, którzy skarżą się, że kułany zmniejszają ilość paszy dla zwierząt gospodarskich. Polowanie na trofea nie wydaje się stwarzać problemów dla populacji kułana. Chociaż globalna populacja jest duża i obecnie wydaje się stabilna, kułan oceniany jako bliski zagrożenia, ponieważ przewiduje się spadek populacji o co najmniej 20% w ciągu następnych trzech pokoleń ze względu na dawne i nowo pojawiające się zagrożenia, co zbliża go do gatunku narażonego (VU).